# شب روشن (فیلم ۲۰۰۹)
«شب روشن» (انگلیسی: White Night (film)) یک فیلم است که در سال ۲۰۰۹ منتشر شد. از بازیگران آن می‌توان به سون یه-جین اشاره کرد.